# عهدنامه نصوح پاشا
عهدنامهٔ نصوح پاشا یا عهدنامهٔ دوم استانبول، عهدنامه‌ای بود که میان امپراتوری صفوی و امپراتوری عثمانی پس از جنگ ۱۶۰۳ تا ۱۶۱۲ در تاریخ ۲۰ نوامبر ۱۶۱۲ منعقد شد. در زمان پادشاهی احمد یکم پس از شکست سخت او در جنگ عثمانی و صفوی (۱۶۱۸–۱۶۰۳) از شاه عباس بزرگ، مناطقی که به‌طور موقت در جنگ عثمانی-صفویه (۱۵۷۸–۱۵۹۰) ضمیمهٔ خاک عثمانی شده بودند مثل گرجستان، آذربایجان و سایر مناطق وسیع قفقاز، به‌موجب عهدنامهٔ نصوح پاشا (۱۶۱۲ میلادی) به ایران واگذار شدند. پس از آن مرزهای جدید بر اساس همان خطی که در صلح آماسیه در سال ۱۵۵۵ تأیید شده بود، ترسیم شد.

## زمینه جنگ
شاه عباس یکم که قصد بازگردانی مناطق شمال غربی ایران و قفقاز و به‌ویژه تبریز که توسط عثمانی در سال ۱۵۹۰ در عهدنامهٔ فرهاد پاشا تصرف شده بود را داشت، منتظر زمانی مناسب برای حمله بود. پس از جلب حمایت تزار روسیه، بوریس گودونف و رودولف دوم، امپراتور مقدس روم با فرستادن و ردوبدل سفرای متعدد، شاه عباس شرایط را مناسب جنگ با عثمانی دید. در سال ۱۶۰۳، سلطان احمد یکم عثمانی به تخت سلطنت صعود کرد و شاه عباس پس از آگاهی از این موضوع، تصمیم به حمله گرفت. در آن هنگام همچنین امپراتوری عثمانی درگیر جنگی هزینه‌بر با امپراتوری مقدس روم بود.

## جنگ
شاه عباس و سردارش الله‌وردی خان گرجی در سال ۱۵۹۰ حمله را به‌صورت غافلگیرانه‌ای برای بازگردانی مناطق ازدست‌رفته آغاز کردند. دولت عثمانی قادر نبود نیروی لازم برای مقابله را تأمین کند بنابراین صدر اعظم نصوح پاشا عثمانی مجبور به امضای پیمان شد. شاه عباس قاسم بیگ سپهسالار مازندران را برای امضای معاهدهٔ صلح به استانبول فرستاد.

## موارد قرارداد
1. حکومت عثمانی پذیرفت تا سرزمین‌های اشغال‌شده را به ایران بازگرداند.
2. مرز میان دو کشور به همان مرز تعیین‌شده در پیمان آماسیه (۱۵۵۵) بازگشت.
3. حکومت صفویان پذیرفت تا سالانه ۲۰۰ بار ابریشم (۵۹۰۰۰ کیلوگرم[۲]) را به‌عنوان خراج به عثمانی بدهد. پس از ۳ سال شاه عباس از انجام این شرط خودداری کرد که این کار آغاز جنگی دیگر و تحمیل شدن پیمان سراب به عثمانی‌ها را به دنبال داشت.
4. مسیر حج برای زائران ایرانی از عراق به سوریه گسترش یافت.

## پیامدها
این عهدنامه نخستین عهدنامه‌ای بود که در آن امپراتوری عثمانی حاضر به پس دادن زمین‌های اشغال‌کرده شده بود. در واقع این عهدنامه موفقیت بزرگی برای شاه عباس به حساب می‌آید و شهرت صفویان را گسترده‌تر کرد. پس از آن در سال ۱۶۱۶ فتح تفلیس و نبرد گوگجه روی می‌دهد.